# Nilea rectinervis
Nilea rectinervis là một loài ruồi trong họ Tachinidae.